# Pastap Julu
Pastap Julu is een bestuurslaag in het regentschap Mandailing Natal van de provincie Noord-Sumatra, Indonesië. Pastap Julu telt 453 inwoners (volkstelling 2010).